# 春日町 (練馬区)
春日町（かすがちょう）は、東京都練馬区の町名。現行の行政地名は春日町一丁目から六丁目。住居表示実施済み区域である。

## 地理
東京都練馬区の中部に位置する。北部を田柄、南部を向山、東部を早宮、西部を高松・北町（東北部）と接する。都営地下鉄大江戸線練馬春日町駅が置かれる。

### 地価
住宅地の地価は、2025年（令和7年）1月1日の公示地価によれば、春日町1-36-5の地点で48万円/m2、春日町3-10-2の地点で44万8000円/m2となっている。

## 歴史
旧・武蔵国豊島郡上練馬村字中ノ宮（なかのみや）、海老ヶ谷戸（えびがやと）、尾崎（おさき）。上練馬村時代は村役場が置かれた中心地であった。
1932年（昭和7年）の東京市成立時には当時の板橋区に属して同区練馬春日町一丁目および二丁目となり、1949年（昭和24年）1月1日に冠称を外して春日町となった。1967年（昭和42年）1月1日に住居表示が実施され、現行の春日町一丁目から六丁目となった。

### 地名の由来
地名は春日神社にちなむ。

### 町名の変遷
板橋区成立時の町名改称は以下のとおり。
| 実施後           | 実施年月日    | 実施前                                                                                   |
| ---------------- | ------------- | ---------------------------------------------------------------------------------------- |
| 練馬春日町一丁目 | 1932年10月1日 | 上練馬村大字上練馬字北中ノ宮・中原・東原・下久保・東中ノ宮・海老ヶ谷戶                   |
| 練馬春日町二丁目 | 1932年10月1日 | 上練馬村大字上練馬字中ノ宮・南中ノ宮・西中ノ宮・尾崎・新場                               |
| 練馬田柄町二丁目 | 1932年10月1日 | 上練馬村大字上練馬字愛宕原・神明ヶ谷戶・北田柄・前田柄・東田柄・神明久保・北神明・神明原 |
| 練馬仲町六丁目   | 1932年10月1日 | 練馬町字北宮・早淵・西早淵・中宮・南宮                                                   |

| 実施後       | 実施年月日   | 実施前           |
| ------------ | ------------ | ---------------- |
| 春日町一丁目 | 1949年1月1日 | 練馬春日町一丁目 |
| 春日町二丁目 | 1949年1月1日 | 練馬春日町二丁目 |
| 田柄町二丁目 | 1949年1月1日 | 練馬田柄町二丁目 |
| 仲町六丁目   | 1949年1月1日 | 練馬仲町六丁目   |

| 実施後       | 実施年月日   | 実施前（各町の一部）                   |
| ------------ | ------------ | -------------------------------------- |
| 春日町一丁目 | 1967年1月1日 | 春日町一丁目、春日町二丁目、仲町六丁目 |
| 春日町二丁目 | 1967年1月1日 | 春日町一丁目                           |
| 春日町三丁目 | 1967年1月1日 | 春日町一丁目、春日町二丁目             |
| 春日町四丁目 | 1967年1月1日 | 春日町一丁目、田柄町二丁目             |
| 春日町五丁目 | 1967年1月1日 | 春日町二丁目                           |
| 春日町六丁目 | 1967年1月1日 | 春日町二丁目                           |

## 世帯数と人口
2025年（令和7年）4月1日現在（練馬区発表）の世帯数と人口は以下の通りである。
| 丁目         | 世帯数     | 人口     |
| ------------ | ---------- | -------- |
| 春日町一丁目 | 2,396世帯  | 4,684人  |
| 春日町二丁目 | 2,466世帯  | 4,613人  |
| 春日町三丁目 | 2,375世帯  | 4,324人  |
| 春日町四丁目 | 2,340世帯  | 4,476人  |
| 春日町五丁目 | 2,311世帯  | 4,467人  |
| 春日町六丁目 | 2,124世帯  | 4,151人  |
| 計           | 14,012世帯 | 26,715人 |

### 人口の変遷
国勢調査による人口の推移。
| 年                 | 人口   |
| ------------------ | ------ |
| 1995年（平成7年）  | 21,187 |
| 2000年（平成12年） | 22,508 |
| 2005年（平成17年） | 24,250 |
| 2010年（平成22年） | 24,669 |
| 2015年（平成27年） | 24,671 |
| 2020年（令和2年）  | 26,047 |

### 世帯数の変遷
国勢調査による世帯数の推移。
| 年                 | 世帯数 |
| ------------------ | ------ |
| 1995年（平成7年）  | 8,344  |
| 2000年（平成12年） | 9,283  |
| 2005年（平成17年） | 10,497 |
| 2010年（平成22年） | 11,113 |
| 2015年（平成27年） | 11,315 |
| 2020年（令和2年）  | 12,740 |

### 学区
区立小・中学校に通う場合、学区は以下の通りとなる（2022年7月現在）。
| 丁目         | 街区                     | 小学校                 | 中学校               |
| ------------ | ------------------------ | ---------------------- | -------------------- |
| 春日町一丁目 | 全域                     | 練馬区立練馬東小学校   | 練馬区立練馬東中学校 |
| 春日町二丁目 | 1〜14番                  | 練馬区立練馬東小学校   | 練馬区立練馬東中学校 |
| 春日町二丁目 | 15〜31番                 | 練馬区立田柄第二小学校 | 練馬区立練馬東中学校 |
| 春日町三丁目 | 1〜2番 15〜26番 30〜33番 | 練馬区立練馬東小学校   | 練馬区立練馬東中学校 |
| 春日町三丁目 | 3〜14番 27〜29番         | 練馬区立春日小学校     | 練馬区立練馬中学校   |
| 春日町三丁目 | 34〜35番                 | 練馬区立練馬小学校     | 練馬区立練馬中学校   |
| 春日町四丁目 | 6〜21番 34番 36〜37番    | 練馬区立練馬小学校     | 練馬区立練馬中学校   |
| 春日町四丁目 | 26〜33番 35番            | 練馬区立田柄第二小学校 | 練馬区立練馬東中学校 |
| 春日町四丁目 | 1〜5番 22〜25番          | 練馬区立練馬東小学校   | 練馬区立練馬東中学校 |
| 春日町五丁目 | 1〜29番 30番1号          | 練馬区立春日小学校     | 練馬区立練馬中学校   |
| 春日町五丁目 | 30番4・5号 31〜35番      | 練馬区立練馬小学校     | 練馬区立練馬中学校   |
| 春日町六丁目 | 全域                     | 練馬区立練馬小学校     | 練馬区立練馬中学校   |

## 交通

### 鉄道
| 街区内に存在する駅                |
| --------------------------------- |
| 都営大江戸線 - 練馬春日町駅(E 37) |

- 練馬春日町駅[15] - 都営地下鉄大江戸線
- エイトライナー ｰｰｰ 同地区を対象とした路線構想

### バス
- 春日町停留所（国際興業バス）
  - 上板01系統 - 練馬駅行、上板橋駅行
  - 赤01系統 - 練馬駅行、赤羽駅西口行
  - 練95系統 - 練馬駅行、練馬北町車庫行
- 練馬春日町駅停留所、農協前停留所、春日野停留所、春日町一丁目停留所
  - 上板01系統 - 練馬駅行、上板橋駅行（国際興業バス）
  - 赤01系統 - 練馬駅行、赤羽駅西口行（国際興業バス）
  - 練47系統 - 練馬駅北口行、成増駅南口行（西武バス）
  - 練95系統 - 練馬駅行、練馬北町車庫行（国際興業バス）
- 田柄一丁目停留所（国際興業バス）
  - 光01・光01-2系統 - 練馬北町車庫行、光が丘駅行、練馬光が丘病院行
  - 光02系統 - 池袋駅東口行、光が丘駅行
  - 光03・光03-2系統 - 練馬区役所前行、光が丘駅行、練馬光が丘病院行
  - 光04系統 - 練馬北町車庫行、光が丘駅行

### 道路
- 東京都道311号環状八号線（環八通り）
- 東京都道441号池袋谷原線（練馬春日町駅前 - 谷原交差点〈富士街道〉）
- 東京都道443号南田中町旭町線（光が丘南通り）

## 事業所
2021年（令和3年）現在の経済センサス調査による事業所数と従業員数は以下の通りである。
| 丁目         | 事業所数  | 従業員数 |
| ------------ | --------- | -------- |
| 春日町一丁目 | 106事業所 | 719人    |
| 春日町二丁目 | 116事業所 | 781人    |
| 春日町三丁目 | 126事業所 | 734人    |
| 春日町四丁目 | 115事業所 | 893人    |
| 春日町五丁目 | 101事業所 | 882人    |
| 春日町六丁目 | 137事業所 | 923人    |
| 計           | 701事業所 | 4,932人  |

### 事業者数の変遷
経済センサスによる事業所数の推移。
| 年                 | 事業者数 |
| ------------------ | -------- |
| 2016年（平成28年） | 682      |
| 2021年（令和3年）  | 701      |

### 従業員数の変遷
経済センサスによる従業員数の推移。
| 年                 | 従業員数 |
| ------------------ | -------- |
| 2016年（平成28年） | 4,430    |
| 2021年（令和3年）  | 4,932    |

## 施設

### 春日町一丁目
- 練馬区立練馬東小学校（旧川越街道筋にあった藤棚園《北町1丁目》の藤の古木は、成増駅南の兎月園に移ったあと、練馬東小学校の校庭に植えられた[18]。
- 練馬区立春日町第二保育園
- 練馬春日町郵便局
- 東京都立練馬城址公園
- ワーナーブラザース スタジオツアー東京 ‐ メイキング・オブ・ハリー・ポッター
- 東京信用金庫練馬支店
- サイゼリヤ練馬春日店
- ファミリーマート春日町1丁目店

### 春日町二丁目
- 練馬区立練馬東中学校
- 練馬区立春日町児童館
- はま寿司練馬春日町店
- イエローハット練馬店
- ジェーソン練馬春日町店
- ローソン練馬春日町二丁目店
- ファミリーマート春日町二丁目店
- Audi Approved Automobile 練馬
- apollostation春日町SS
- ENEOS春日町SS
- カラオケBanBan平和台店
- 練馬ねむの木ガーデン（霊園）

### 春日町三丁目
- 練馬春日町駅（都営地下鉄大江戸線）
- JA東京あおば練馬地区振興センター
- 西京信用金庫春日町支店
- ローソン練馬春日町三丁目店
- ローソンストア100練馬春日町店
- 寿福寺
- 春日神社

### 春日町四丁目
- 東京都立練馬高等学校
- きらぼし銀行練馬支店・豊島園支店
- 北豊島園自動車学校
- 寿福寺第二幼稚園
- 愛染院会館
- 練馬区立春日町青少年館

### 春日町五丁目
- 法務局練馬出張所
- 練馬区役所第四出張所
- 練馬区立春日小学校
- 練馬警察署春日町交番
- エリム春日町（練馬春日町駅と直結）
  - 練馬区立春日町図書館
  - サミットストア練馬春日町
- 春日町南地区区民館
- 練馬区立春日町第三保育園
- 春日町保育園
- セブン-イレブン練馬春日町5丁目店

### 春日町六丁目
- 練馬区立練馬小学校
- 練馬春日郵便局
- マツモトキヨシホームセンター練馬春日町店
- ガスト練馬春日店
- パティスリーキャロリーヌ
- セブン-イレブン練馬春日町6丁目店
- モスバーガー練馬春日町店

## その他

### 日本郵便
- 郵便番号 : 179-0074[3]（集配局 : 光が丘郵便局[19]）。